# (29139) 1988 CP
1988 سي بي (ويعرف أيضًا باسم (29139) 1988 سي بي وفق تسمية الكوكب الصغير) (بالإنجليزية: 1988 CP)‏ هو كويكب ضمن حزام الكويكبات؛ وترتيبه 29139 من حيث الاكتشاف.
اكتُشف هذا الجُرم الفلكي بواسطة هيروشي كانيدا في 15 فبراير 1988.

## وصلات خارجية
- (29139) 1988 CP في قاعدة بيانات مختبر الدفع النفاث لأجرام النظام الشمسي الصغيرة

- الاكتشاف · مخطط المدار ·  العناصر المدارية · المعلمات المادية

- (29139) 1988 CP على موقع ويكي سكاي: DSS2, SDSS, GALEX, IRAS, Hydrogen α, X-Ray, Astrophoto, Sky Map, Articles and images